# Дифтерични токсин
Дифтерични токсин је егзотоксин који ствара бактерија Corynebacterium diphtheriae — узрочник болести дифтерије. 
Дифтерични токсин је једноструки полипептидни ланац који се састоји од 535 аминокиселина. Токсин се састоји од двије подјединице повезане дисулфидном везом. Везање једне подјединице (Б подјединице) на станични рецептор, долази од цијепања протеина, и друга (А подјединица) улази ендоцитозом у ћелију, гдје катализује реакцију којом долази до инхибиције РНК транслације и посљедично до смрти ћелије.
Дифтерични токсин је открио 1890. године Емил Адолф фон Беринг.
Летална доза за одраслог човјека је 13 μg/kg тјелесне масе.